# 3-iodopropene
Il 3-iodopropene, comunemente chiamato ioduro di allile, è un alogenuro alchilico insaturo di formula CH2=CH–CH2–I. In condizioni normali il composto è un liquido di colore giallo chiaro.

## Sintesi
Il composto fu descritto per la prima volta nel 1855 da Marcellin Berthelot, che lo ottenne facendo reagire ioduro di fosforo e glicerolo. Metodi di sintesi più recenti includono la reazione dell'alcool allilico con ioduro di metile e trifenilfosfito, la reazione di Finkelstein su alogenuri di allile, o la reazione di fosforo e iodio con glicerolo.

## Reattività
Lo ioduro di allile è un composto stabile, ma sensibile al calore e alla luce. La decomposizione rilascia iodio che impartisce un colore rosso al liquido. Soluzioni in esano possono essere conservate al buio a -5 ºC per tre mesi prima che sia rilevabile la formazione di iodio libero.

## Applicazioni
Lo ioduro di allile è usato per la sintesi di altri composti organici come N-alchil pirrolidoni, esteri dell'acido sorbico, acidi barbiturici sostituiti, e composti organometallici contenenti il leganti allile.

## Tossicità / Indicazioni di sicurezza
Il composto è disponibile in commercio. È un liquido facilmente infiammabile che provoca gravi ustioni agli occhi e alle mucose. Non risultano rischi di cancerogenicità.